# Chicago House
Chicago House (vereinzelt auch Classic House genannt) ist die Ur-Form der heutigen House Music.

## Geschichte
Ende der 1970er Jahre legte der DJ Frankie Knuckles Discoklassiker auf. Besonders beliebt waren damals Platten des New Yorker Salsoul-Labels und Euro-Importe aus dem Chicagoer Szeneclub Warehouse. Zu dieser Zeit war der kommerzielle Ausverkauf von Discomusik so gut wie vorbei und die Discomusik kehrte wieder zu ihren Ursprüngen in den Untergrund zurück. Das 1977 eröffnete Warehouse war damals einer der wenigen Clubs in Chicago. Als Frankie Knuckles das Auflegen ordinärer Discomusik zu langweilig wurde, begann er sie mit Soul, vornehmlich Philly-Soul, P-Funk und elektronischer Musik aus Europa, etwa von Kraftwerk, zu phantasievollen und ausufernden Collagen zu vermischen. Von nun an begannen immer mehr schwarze DJs, Soul-, und Funkstücke mit Kraftwerk-infizierten Dancebeats aufzufrischen.
In den Plattenläden sprach das Publikum bald nur noch von "that sound they play down the house" (zu deutsch: „dem Klang, der unten im Haus gespielt wird“). So erhielt die neue Musik endgültig ihren Namen und der Ur-House war entwickelt.
Die Entwicklung des Chicago House war nun besonders von technischen Innovationen auf der Basis von einfachen Basslines und einem „four-to-the-floor“-Rhythmus geprägt. Äußerst charakteristisch sind die sehr häufig eingesetzten Piano-Loops. Bereits 1981 gründete sich die „DJ Vereinigung“ Hot Mix 5, woraus 1987 auch ein gleichnamiges Label entstand.
Die Chicagoer Produzenten- und Label-Landschaft lebte von Anfang an vom öffentlichen Austausch von Meinungen übereinander. Besonders stark nach außen getragen wurde dies bei den wohl bekanntesten Labels DJ International und Trax Records. So kam auf Trax Records die Platte Hey Rocky! von Boris Badenough heraus, die als Diss an Rocky Jones gerichtet war, den Gründer und damaligen Eigentümer von DJ International. Gemixt wurde die Platte von Frankie Knuckles, der wiederum auch einen schlechten Ruf erhielt, nachdem er verschiedene Stücke, die er mit Jamie Principle aufnahm, hinter dessen Rücken zeitgleich an Trax Records und DJ International verkaufte. Jamie nahm daraufhin den Track Knucklehead auf, und Frankie Knuckles verließ Chicago.
Des Weiteren wurden auch Stücke von Produzenten an DJs verkauft, damit diese sie in ihrem Namen veröffentlichen könnten und dadurch an begehrte DJ Bookings kämen. Dass man damals mit "DJ Jobs" gerade in Europa viel Geld verdiente, konnte die Chicagoer Szene anfangs am Beispiel von Marshall Jefferson sehen, der kein DJ war, aber unbedingt von einem englischen Club gebucht werden sollte. Er versuchte, dem Club klarzumachen, dass er kein DJ sei, aber nachdem man ihm 1000 GBP geboten hatte, änderte er schnell seine Meinung und wurde DJ.
Von Anfang an gab es im Chicago House die Differenzierung zwischen „Tracks“ und „Songs“. "Tracks" waren die roheren, meist rein auf Rhythmik basierenden Stücke wie beispielsweise Time To Jack von Chip E. Songs hingegen wurden die Stücke genannt, die sich im Aufbau am klassischen Songwriting orientieren, zum Beispiel Love Can’t Turn Around von Farley "Jackmaster" Funk & Jesse Saunders.
Als sich gegen Ende der 1980er neue Stile des House herausbildeten – wie Deep House, Garage House oder Acid House – sprach man bald nur noch von House Music. Der Begriff Chicago House wird aber heute noch gern verwendet, um den ursprünglichen Housestil von neueren Entwicklungen abzugrenzen.

## Klassiker des Chicago House
- Marshall Jefferson – Move Your Body
- Adonis – No Way Back
- Chip E. – Like This
- Farley "Jackmaster" Funk – Love Can’t Turn Around
- Fingers Inc. feat. Robert Owens – Can You Feel It
- Frankie Knuckles – Your Love
- Hercules – 7 Ways To Jack
- Joe Smooth – Promised Land
- Jesse Saunders – Funk You Up
- Fast Eddie – Acid Thunder
- Hardrive – Deep Inside
- Lil’ Louis – French Kiss
- Liz Torres – Can’t Get Enough
- Mario Reyes – Whatever Turns You On
- Master C&J – In The City
- M.E. – School Hall
- The House Master Boyz And The Rude Boy Of House  – House Nation
- Mike Dunn  – Magic Feet
- Robert Owens – Bring Down The Walls
- Ron Hardy – Sensation
- Sterling Void – It’s Alright
- Steve "Silk" Hurley – Jack Your Body
- Ramos – The Jackin' National Anthem
- Ralphi "The Raz" Rosario – Puerto Riquen Lover
- Ralphi Rosario – I Want You
- Phortune – Can You Feel The Bass
- Phuture – Acid Tracks
- Sleezy D – I’ve Lost Control
- Pierre’s Phantasy Club – Dream Girl
- Phuture – Your Only Friend
- Sampson "Butch" Moore – House Beat Box
- Tyree feat. Chic – I Fear the Night
- Jungle Wonz – The Jungle
- Farmboy – Move / Jackin’ me Around

## Wichtige DJs/Producer
- Marshall Jefferson
- Ralph Rosario
- Larry Heard
- Adonis
- Chip E.
- Tyree Cooper
- Farley „Jackmaster“ Funk
- Frankie Knuckles
- Steve „Silk“ Hurley
- DJ Pierre
- Phuture
- Mike Dunn
- K-Alexi
- Lidell Townsell
- Bad Boy Bill
- Michael „Mickey“ Oliver
- Master C & J
- Merwyn Sanders
- Eric Lewis
- „Fast“ Eddie Smith
- Julian „Jumpin“ Perez
- Ron Hardy
- Derrick Carter

## Bedeutende Labels des Chicago House
- Hot Mix 5
- DJ International
- Trax Records
- Dance Mania
- Jack Trax
- Underground Records
- Bright Star
- International House Records